# 아버지와 마리와 나
"아버지와 마리와 나"는 2008년에 개봉한 대한민국의 영화이다.

## 캐스팅
- 김상중 : 태수 역
- 김흥수 : 건성 역
- 유인영 : 마리 역
- 국성환 : 대충 역
- 이기찬 : 병태 역
- 류태호 : 만철 역
- 최정우 : 영규 역
- 예학영 : 명호 역
- 문웅기 : 봉래 역
- 김병옥 : 명호 부 역
- 오광록 : 현진 역
- LPG
- 정소영 : 태수의 처, 최영임 역 (특별출연)